# Gavrelle
Gavrelle ist eine französische Gemeinde mit 785 Einwohnern (Stand: 1. Januar 2022) im Département Pas-de-Calais in der Region Hauts-de-France. Sie gehört zum Arrondissement Arras und zum Kanton Arras-2. Die Einwohner werden Gavrellois genannt. 

## Geographie
Die Gemeinde Gavrelle liegt am Südrand des Nordfranzösischen Kohlereviers, neun Kilometer nordöstlich von Arras und 16 Kilometer westsüdwestlich von Douai. Umgeben wird Gavrelle von den Nachbargemeinden Oppy im Norden, Fresnes-lès-Montauban im Osten, Biache-Saint-Vaast und Plouvain im Südosten, Rœux im Südosten und Süden, Fampoux im Süden, Athies im Südwesten sowie Bailleul-Sir-Berthoult im Westen. In Gavrelle kteuzt die Autoroute A26 die Autoroute A1. Die frühere Route nationale 50 (heutige autobahnartig ausgebaute D950) durchquert die Gemeinde.

## Bevölkerungsentwicklung
| Jahr                       | 1962 | 1968 | 1975 | 1982 | 1990 | 1999 | 2006 | 2013 | 2022 |
| -------------------------- | ---- | ---- | ---- | ---- | ---- | ---- | ---- | ---- | ---- |
| Einwohner                  | 385  | 390  | 394  | 358  | 430  | 475  | 555  | 610  | 785  |
| Quellen: Cassini und INSEE |      |      |      |      |      |      |      |      |      |

## Sehenswürdigkeiten

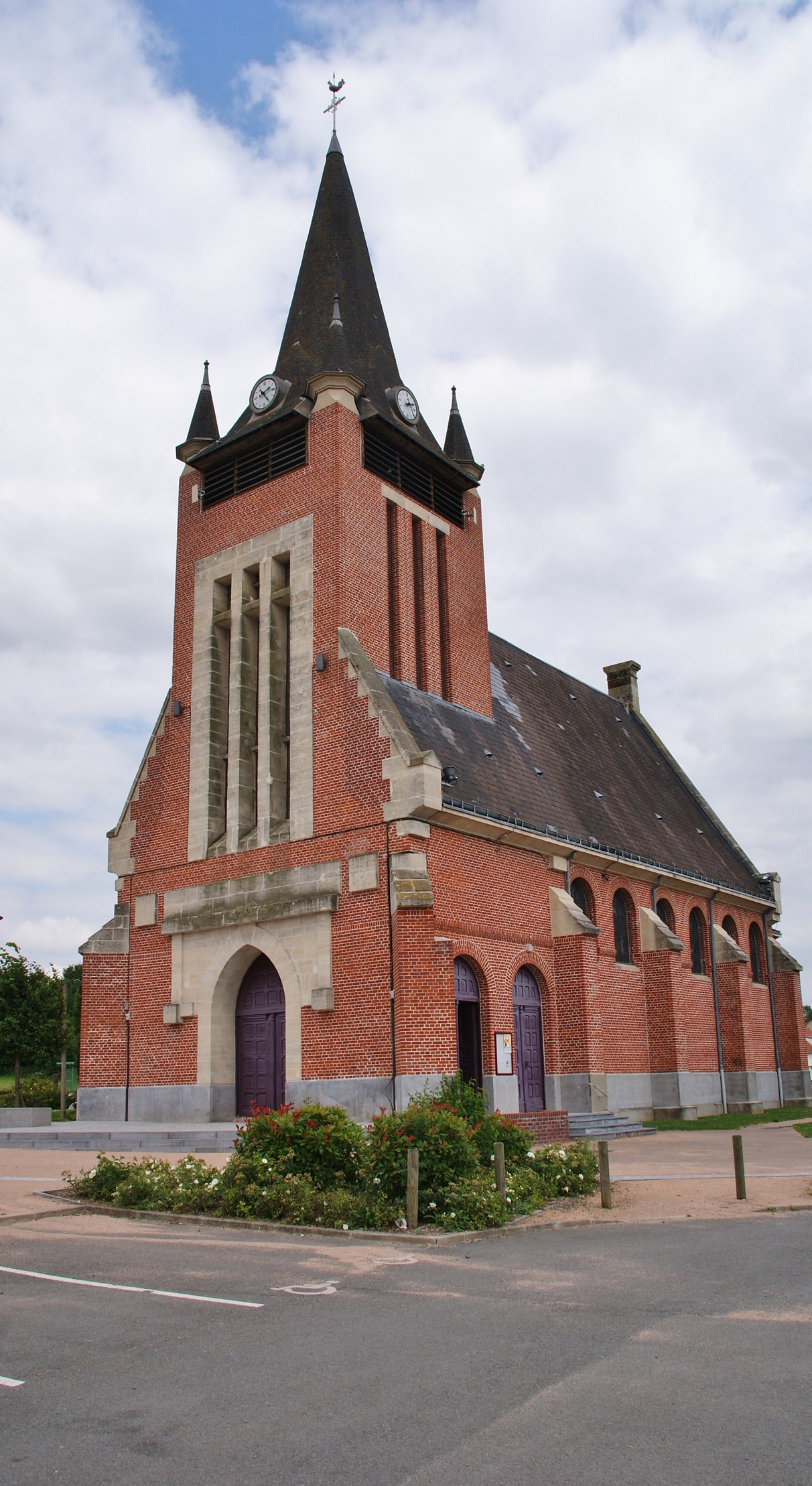
Kirche Saint-Vaast
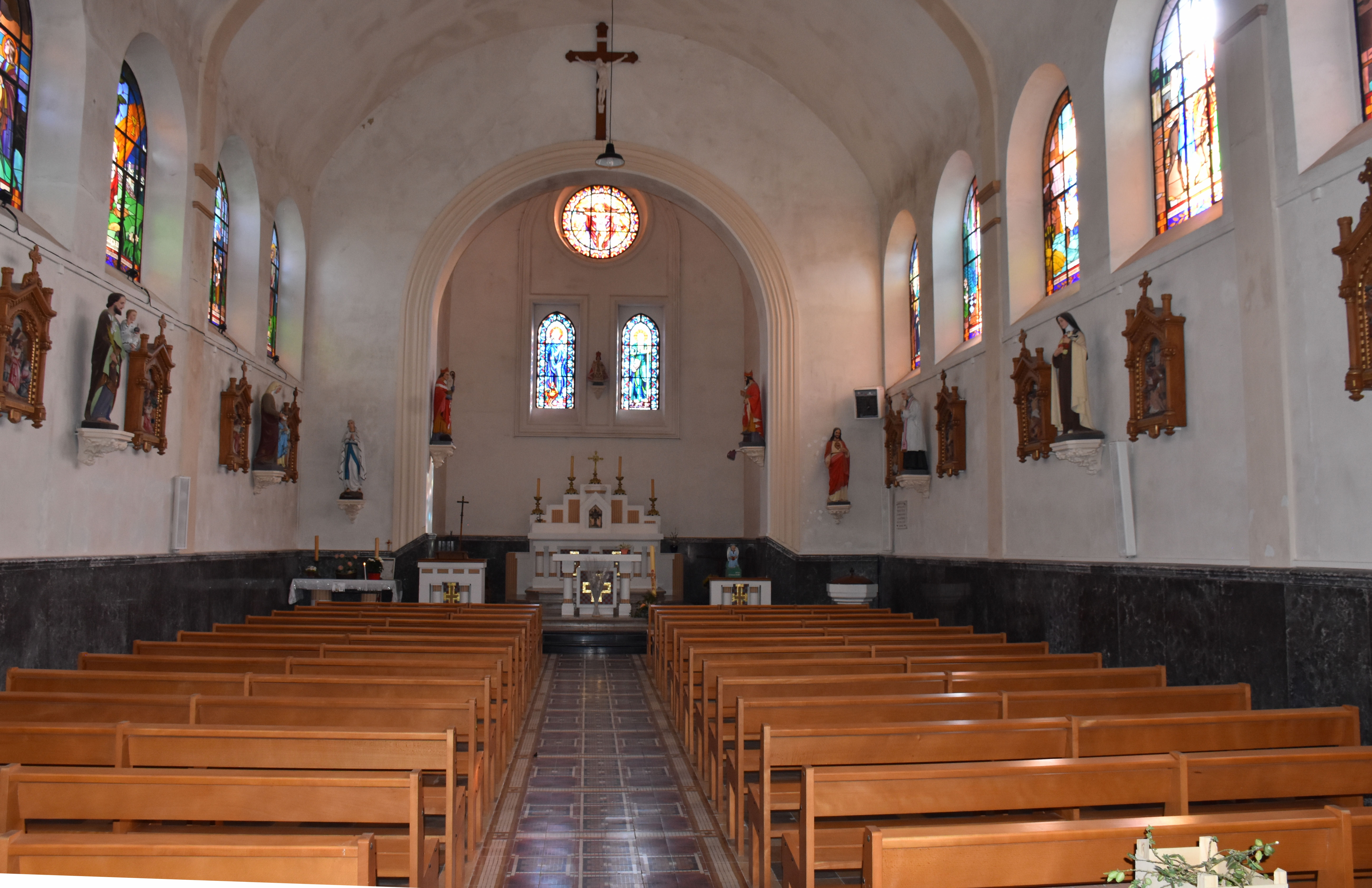
Innenansicht Saint-Vaast
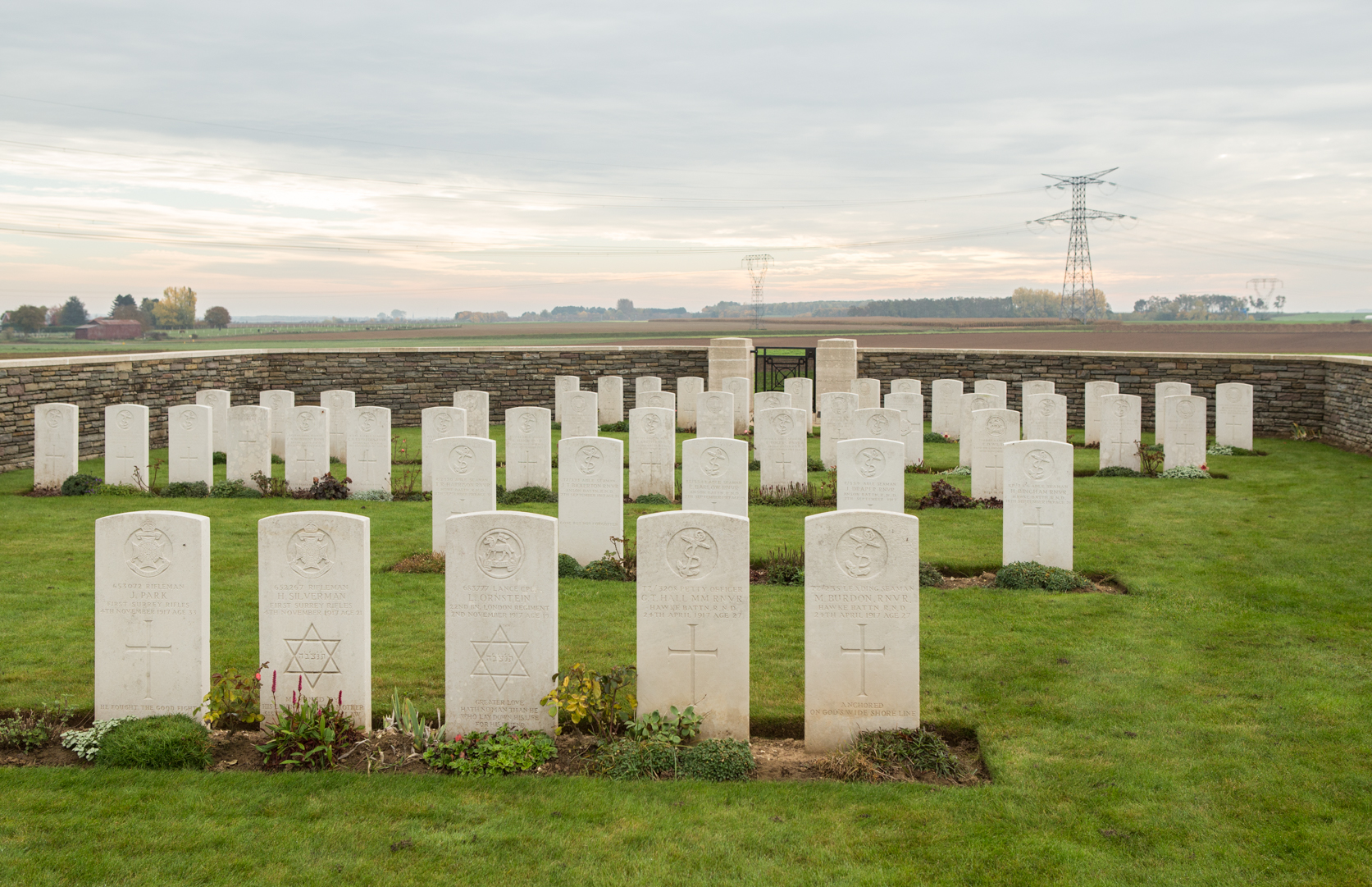
Naval Trench Cemetery
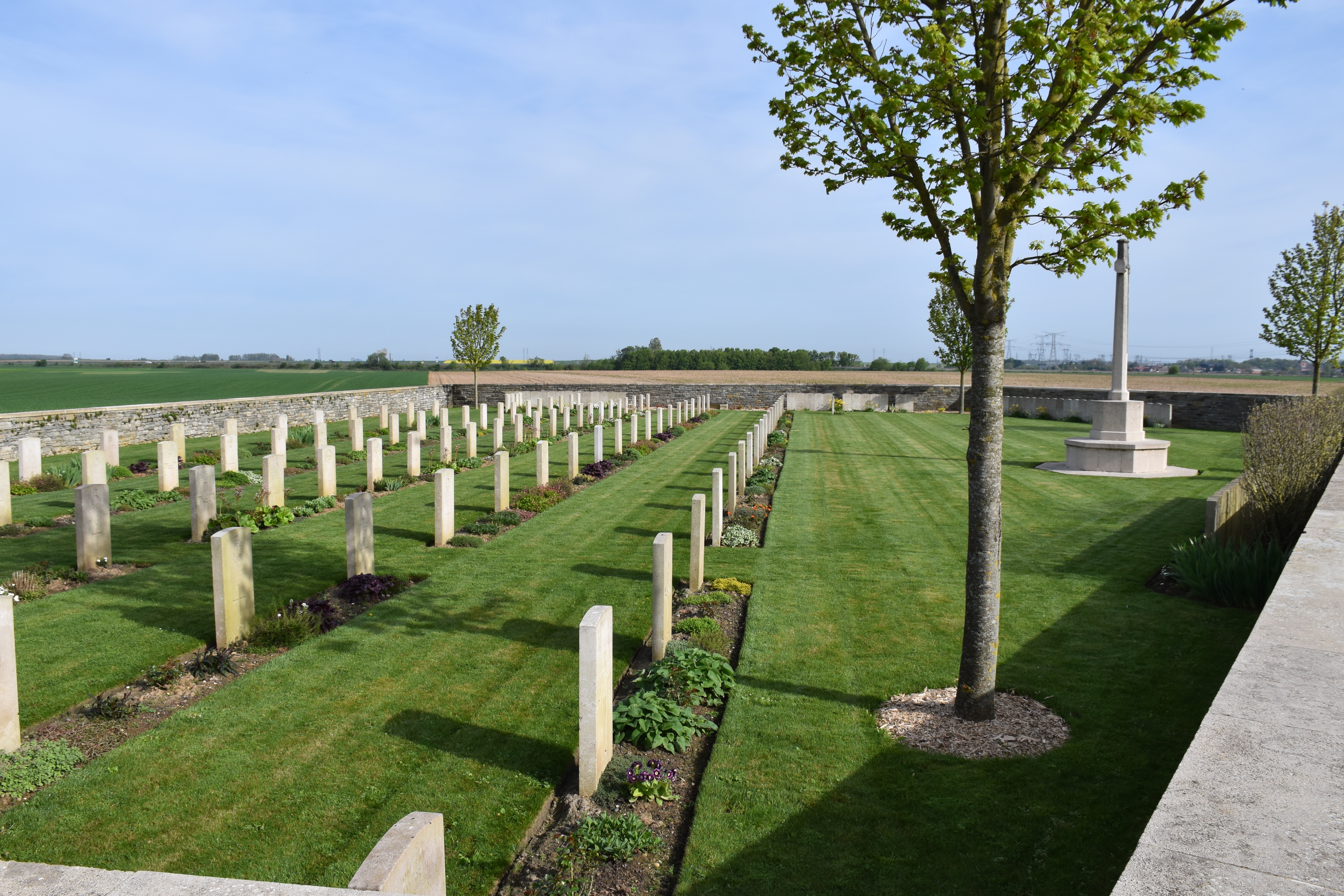
Chili Trench Cemetery
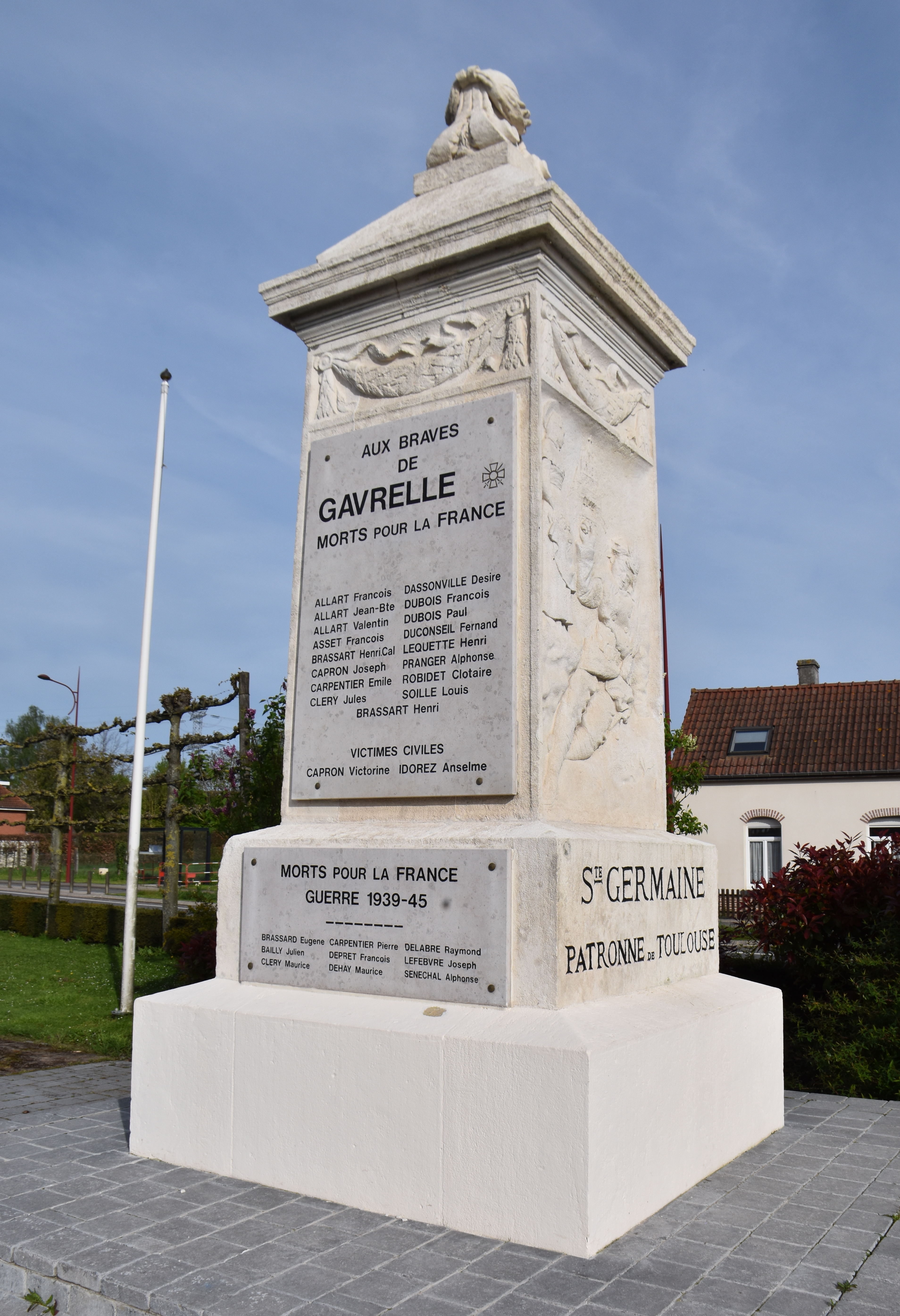
Gefallenendenkmal

- zwei britische Soldatenfriedhöfe
- Wasserturm

- Kirche Saint-Vaast
- Innenansicht Saint-Vaast
- Naval Trench Cemetery
- Chili Trench Cemetery
- Gefallenendenkmal